# Basset artésien normand
De basset artésien normand is een hondenras dat gerekend wordt tot de FCI Groep 6: Drijvende honden, zweethonden en aanverwante rassen. Een verdere onderverdeling in secties, brengt de hond in Sectie 1: Drijvende honden onder.
De basset artésien normand is een Frans ras, uit de streek Normandië. De hond wordt oorspronkelijk gebruikt als drijvende jachthond: een zogenaamde Drijver. Zijn korte benen maken het ras uitstekend geschikt om zich in (dicht) struikgewas te begeven. De hond wordt met name gebruikt in de jacht op haas en konijn, hetzij als eenling, hetzij in een meute.
Deze Franse Basset mag gerust laag en lang worden genoemd, aan deze typering hoeft het woord relatief niet eens te worden toegevoegd. De hond is, mede hierdoor, altijd een opvallende verschijning, maar ook de grote hangende oren springen in het oog. Mocht de hond niet opvallen door louter zijn verschijning, dan valt zijn donkere, luide, en misschien wel imponerende blaf op, een die hij overigens zelden laat horen.
Deze hond is in alles extreem: lengte, hoogte, afmetingen van de oren en dan is zijn typerende karakter nog niet genoemd. De Basset mag gerust koppig worden genoemd, een (toekomstig) eigenaar dient dit als een gegeven te beschouwen: halt houden om te snuffelen betekent ook daadwerkelijk halt houden. Het is dan ook aan te bevelen dat de eigenaar van een Basset erg geduldig is, een eigenaar die de hond in koppigheid en vastberadenheid poogt te overtreffen, zal te allen tijde het onderspit delven tegen deze trotse, vastberaden hond.
De Basset kan prat gaan op een uitstekend reukvermogen, dat alleen onderdoet voor bloedhond en slechts geëvenaard wordt door enkele andere honden binnen dezelfde rasgroep. Helaas maakt zijn kortbenigheid hem ongeschikt als reddingshond en zijn koppige karakter staat een rol als speurhond in de weg.
De basset artésien normand is een intelligente hond, een gegeven dat vaak ondersneeuwt bij zijn koppige karakter. Intelligentie is leervermogen, en vermogen heeft de hond voldoende, hij heeft echter zelden zin dit vermogen aan te wenden en toont zich dan ook zelden tot nooit leergierig. Geduld, consequentie en vastberadenheid staan dan ook centraal in de opvoeding van dit ras en het is een interessant gegeven dat de hond zich makkelijk laat omkopen met voedsel.
In tegenstelling tot wat zijn voorkomen doet vermoeden, heeft het ras bijzonder veel beweging nodig, in de vorm van frequente lange wandelingen. Een dagelijks blokje om volstaat zeker niet en het wordt aanbevolen om naast een dagelijkse langere wandeling, er wekelijks op uit te trekken voor een echt lange wandeltocht.
Een ideale sport voor deze honden is Clean Boot Hunting. Hier worden zijn speurcapaciteiten en uithoudingsvermogen volledig benut.
Alpenländische dachsbracke ·
American foxhound ·
Anglo-Français de petit vénerie ·
Ariégeois ·
Basset artésien normand ·
Basset bleu de Gascogne ·
Basset fauve de Bretagne ·
Basset hound ·
Beagle ·
Beagle-harrier ·
Beierse bergzweethond ·
Billy ·
Black and tan coonhound ·
Bloedhond ·
Bosanski ostrodlaki gonic barak ·
Brandlbracke ·
Briquet griffon vendéen ·
Chien d'Artois ·
Crnogorski planinski gonic ·
Dalmatiër ·
Drever ·
Duitse brak ·
Dunker ·
Eesti hagijas ·
Erdélyi kopó ·
Finse brak ·
Foxhound ·
Français blanc et noir ·
Français blanc et orange · 
Français tricolore ·
Gończy Polski ·
Grand anglo-français blanc et noir ·
Grand anglo-français blanc et orange ·
Grand anglo-français tricolore · 
Grand basset griffon vendéen ·
Grand bleu de Gascogne ·
Grand Gascon saintongeois ·
Grand griffon vendéen ·
Griffon bleu de Gascogne ·
Griffon fauve de Bretagne ·
Griffon nivernais ·
Haldenstøvare ·
Hamiltonstövare ·
Hannoveraanse zweethond ·
Harrier ·
Hellinikos ichnilatis ·
Hygenhund ·
Istarski kratkodlaki gonic ·
Istarski ostrodlaki gonic ·
Ogar polski ·
Otterhound ·
Petit basset griffon vendéen ·
Petit bleu de Gascogne ·
Petit Gascon saintongeois ·
Poitevin ·
Porcelaine ·
Posavski gonic ·
Pronkrug ·
Sabueso español ·
Schillerstövare ·
Schweizer Laufhund ·
Schweizerischer Niederlaufhund ·
Segugio italiano (korthaar) ·
Segugio italiano (ruwhaar) ·
Segugio maremmano ·
Slovensky kopov ·
Smalandstövare ·
Srpski gonic ·
Srpski trobojni gonic ·
Steirische rauhhaarbracke ·
Tiroler brak ·
Westfaalse dasbrak